# Erdjeliya
Erdjeliya (en macédonien Ерџелија) est un village du centre de la Macédoine du Nord, situé dans la municipalité de Sveti Nikolé. Le village comptait 1012 habitants en 2002.

## Démographie
Lors du recensement de 2002, le village comptait :
- Macédoniens : 979 ;
- Valaques : 31 ;
- autres : 2